# V mire dolžna carit' krasota
V mire dolžna carit' krasota (В мире должна царить красота) è un film muto del 1916 diretto da Evgenij Bauėr.